# William Symington

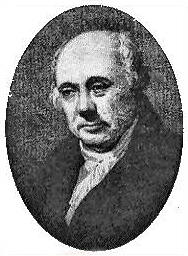
Symington, vor 1831

William Symington (* Oktober 1763 in Leadhills, Schottland; † 22. März 1831 in London) war ein schottischer Ingenieur und der Erfinder des ersten praktikablen Dampfboots im Jahr 1803, der Charlotte Dundas.

## Leben und Werk
Symington war der Sohn eines Mechanikers in den Bergwerken von Leadhills. Er sollte Pfarrer werden und erhielt eine entsprechende Ausbildung in Glasgow und Edinburgh, schlug aber früh die Laufbahn eines Ingenieurs ein und baute 1785 mit seinem Bruder George eine Dampfmaschine nach dem Vorbild von James Watt, wovon der lokale Minenbesitzer Gilbert Meason so beeindruckt war, dass er Symington einige Monate Universitätsstudium in Edinburgh ermöglichte.
1787 verbesserte Symington Watt´s Dampfmaschine und erhielt darauf ein Patent. Er unternahm auch Versuche mit dampfgetriebenen Straßenfahrzeugen. Bald darauf wollte er deren Verwendbarkeit in einem Dampfschiff zeigen. Erste Experimente auf einem See bei Dumfries im Oktober 1788 zeigten zumindest die Realisierbarkeit. Weitere Versuche folgten im Dezember 1789 mit einem größeren Boot, das auf dem Forth and Clyde Canal fuhr. Um 1800 wurden die Versuche durch Thomas Dundas, 1. Baron Dundas finanziert. Dieser stammte aus einer wohlhabenden schottischen Familie und ihm gehörte auch der Kanal. Nachdem ein erstes Schiff 1801 noch nicht zur vollen Zufriedenheit der Auftraggeber den Kanal befuhr, zog im Januar und März 1803 die Charlotte Dundas erfolgreich zwei Lastkähne durch den Kanal. Zu Symingtons Enttäuschung kam es jedoch zu keinem Folgeauftrag.
Neben seiner Entwicklung eines Dampfboots baute Symington auch einen Anhänger mit Dampfantrieb, der eine Postkutsche anschieben konnte. Zudem nutzte er dampfgetriebene Pumpen für Bergwerke und war selbst ab 1804 Bergwerksunternehmer bei Falkirk. Dieses Unternehmen entwickelte sich jedoch zu einem Misserfolg und endete mit einem langen Gerichtsverfahren, das Symington verlor. Er ging bankrott und auch seine Gesundheit ließ nach. 1829 zog er zu seiner Tochter nach London. Dort starb er 1831 und wurde auf dem Friedhof von St Botolph’s Aldgate begraben.
Ihm zu Ehren wurde 1890 eine Statue in Edinburgh errichtet.